# Paṇḍit
Paṇḍit / paṇḍita (devanāgarī पण्डित; anche nell'adattamento anglosassone di pandit) è un sostantivo maschile hindi e sanscrito con cui si indica un "maestro", un "filosofo", un "erudito".
Spesso viene premesso, in qualità di titolo, al nome di importanti personaggi appartenenti alla casta dei brahmani come per esempio Jawaharlal Nehru.